# Universal Studios Hollywood
Universal Studios Hollywood  è un famoso studio cinematografico e parco tematico situato a Universal City, Los Angeles, in California.

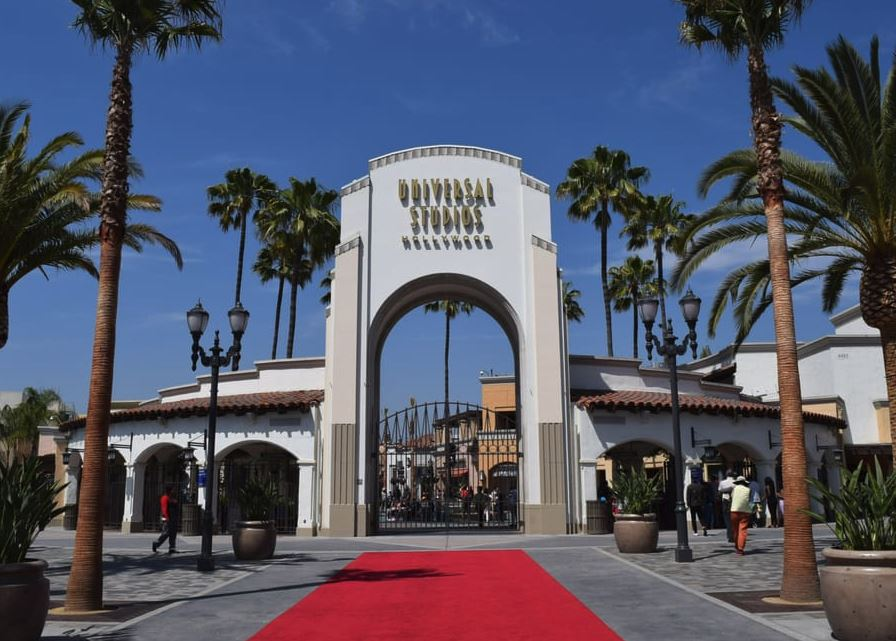
L'entrata degli Universal Studios

Si tratta di uno tra i più celebri e importanti studi cinematografici di Hollywood ancora in uso. Nel parco è possibile girare a bordo di un trenino attraverso i set dei film o serie tv già prodotti dalla Universal Studios (Lo squalo, Psyco, La guerra dei mondi, Desperate Housewives); si possono inoltre vedere da lontano set cinematografici nei quali si stanno effettuando riprese (serie quali CSI - Scena del crimine); vi sono numerose attrazioni che prendono spunto sempre da film della casa produttrice (Ritorno al futuro, Jurassic Park, Shrek).
È anche possibile assistere a spettacoli e/o musical e riproposizioni di famosi film.
Le attrazioni del parco e la visita ai set cinematografici sono in continua evoluzione data l'elevata produzione di nuovi film.
Nel 2016 è stato ufficializzato l'accordo da parte di Nintendo e Universal Studios, la quale si è impegnata a realizzare una zona a tema Nintendo, il Super Nintendo World, sia nel parco in Giappone che nei due parchi degli Stati Uniti. L'area degli Universal Studios Hollywood ha tenuto la sua inaugurazione il 17 febbraio 2023.

## Attrazioni
- City Walk: è una parte del parco dove si può assistere a musical e parate.
- Waterworld: è uno show basato sul film Waterworld di Kevin Costner.
- Universal's Horror House: è una casa degli orrori dove ci si può imbattere nei mostri più inquietanti del cinema.
- Shrek 4D: è un cinema 4D dedicato a Shrek.
- Studio Tour: è un trenino che gira i set più belli del cinema come King Kong, Lo squalo, Jurassic Park, La guerra dei mondi, Gangs of New York, ecc.
- The Simpsons: è un cinema in 4D nel mondo di Springfield.
- Curious George: è una sala giochi per bambini con scivoli, palline e giochi d'acqua del film Curioso come George.
- Universal's Animal Actor: è un teatro dove animali domestici ed esotici si esibiscono.
- Revenge of the Mummy - The Ride: è un Roller Coaster dedicato al film La mummia.
- NBC Universal: un percorso interattivo sui film Universal.
- Jurassic Park - The Ride: è l'attrazione di tipo splash coaster più ambientata di tutto il parco, dedicata al film Jurassic Park.
- Terminator 2 3D: è un cinema 3D basato sul film Terminator 2.
- Special Effect Studios: permette un percorso approfondito sugli effetti speciali dei film Universal.
- Cowboy Show: è uno show dedicato ai cowboys.
- King Kong 360° 3D: è un simulatore 4D di una battaglia fra King Kong e dei V-Rex.
- Transformers 4D: the ride: offre un'esperienza nel film Transformers in 4D.
- The Wizarding World of Harry Potter: attrazione aperta il 7 aprile 2016 dopo due anni di lavori, annunciati sin dal 2013 e dedicata alla saga di Harry Potter.
- Mario Kart: Bowser's Challenge: Un treno fantasma interattivo con tecnologia di realtà aumentata dedicato alla serie di videogiochi Mario Kart.
- Power-Up Band Key Challenges: Un assortimento di mini-attrazioni interattive in cui gli ospiti possono interagire con i nemici dei videogiochi di Mario.

## Curiosità
- Nel 1987 Michael Jackson e il suo team hanno fatto le prime prove per il Bad World Tour prima di viaggiare a Tokyo in Giappone.

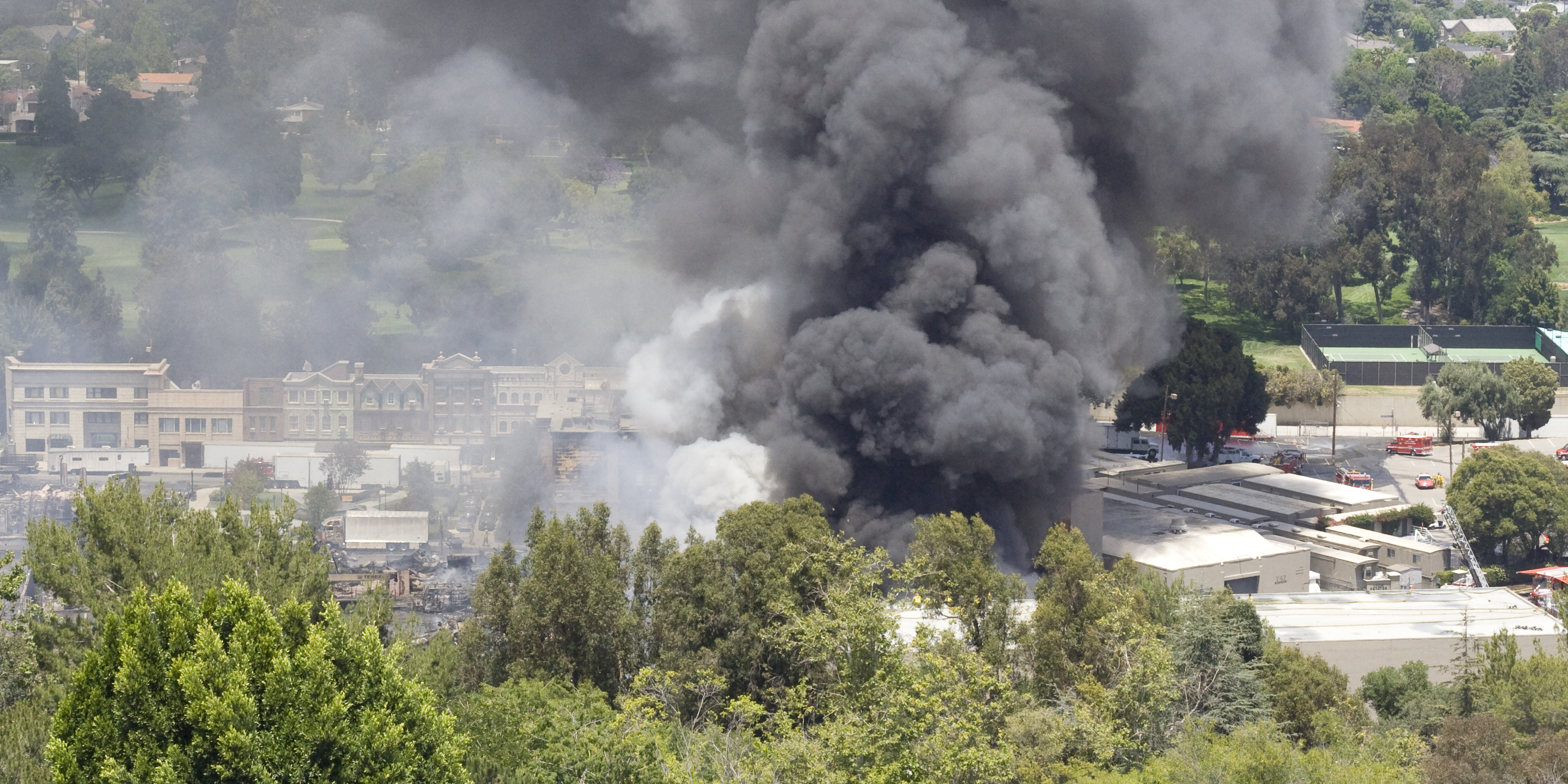
L'incendio visto da una finestra

- Nel 2008 il parco subì un terribile incendio, scoppiato a causa di una fiamma ossidrica con cui due operai stavano scaldando l'asfalto per il tetto di un edificio che doveva riprodurre uno scorcio di New York. Fortunatamente non ci furono vittime, ma rimasero bruciati i set di King Kong, Ritorno al futuro e Psyco, con danni stimati per 9 milioni di dollari[3][4].
- Nel parco venne girata la serie televisiva Ghost Whisperer e la piazza della città in cui Melinda ha il negozio di antiquariato al 2011 è ancora allestita negli Universal Studios.[5]
- L'attrazione Studio Tram Tour è l'attrazione più grande del parco. È grande circa mezzo parco.
- Il 10 aprile 2019, il parco annunciò The Secret Life of Pets: Off the Leash!, un'attrazione basata sul film Pets - Vita da animali. L'attrazione avrebbe dovuto aprire il 27 marzo 2020, adiacente all'attrazione Despicable Me Minion Mayhem, ma tuttavia l'intero parco ha subito una chiusura temporanea per oltre 1 anno (dal 14 marzo 2020 al 16 aprile 2021), in risposta alla pandemia di COVID-19.[6]